# Лешек Осовський
Ле́шек Осо́вський (1 квітня 1905, Варшава — 10 листопада 1996, Варшава) — польський славіст, доктор слов'янської філології з 1945.

## Біографія
Народився 1 квітня 1905 року в м. Варшава (тоді Російська імперія, нині Польща).
Закінчив 1932 Ягеллонський університет у Кракові.
Читав лекції у Львівському університеті (1935—1939), з 1946 — професор Вроцлавського і Опільського університетів.
У 1964—1975 був професором Познанського університету, де заснував кафедру русистики.

## Наукова діяльність
Дослідник польської та східнослов'янської мов.
Питання української мови розглядав у працях:
- «З діалектологічних досліджень з білорусько-українського пограниччя» (1933),
- «Про заміну праслов'янських груп *tort і *tert, *tolt і *telt у східнослов'янських мовах. (Повноголосся)» (1938),
- «Новіші і давніші зв'язки Полісся з Волинню і Чорною Руссю» (1939),
- «Про проблему українсько-білоруського мовного кордону. Стан досліджень» (1939),
- «Діалектні білорусько-українські місцеві назви на -іса» (1955),
- «Новіші і давніші зв'язки Давидгородка з Чорною Руссю і Волинню» (1964).